# Ян ван дер Хейден
Ян ван дер Хейден (на нидерландски: Jan van der Heyden) е холандски художник, печатар и изобретател. Той е известен като автора на първия в света наръчник за огнеборци (Brandspuiten-boek) и е организирал първата в Европа доброволческа пожарна бригада през 1685. Освен това значително подобрява работния механизъм на ръчните пожарни коли и пожарникарския маркуч (заедно с брат си Николас). Ван дер Хейден създава също система за улично осветление на Амстердам, която се използва от 1669 до 1840 година.

## Биография
За живота на Ян ван дер Хейден Хоубракен дава сбити сведения.
Според него той е роден на 5. март 1637 в Gorinchem; починал на 28. март 1712 в Амстердам.
За разлика от много от съвременниците си, Ян ван дер Хейден произхожда от заможно семейство и води сравнително охолен живот. Първоначално се обучава в стъклопис, но благодарение на дабрата си и необикновеното прилежание успява да стане голям художник. Той се насочва към изобразяване на стари и нови здания, старинни замъци, църкви и храмове с постройки около тях, но също и селски домове с техните градини и стопански постройки.
Най-добрите му картини възникват между 1660 и 1670 г. В този период той рисува освен амстердамското пристанище, също и Лондон с неговите паметници и изгледи от Кьолн. Рисува предимно пейзажни картини съвместно с Адриан ван де Велде.
След смъртта му през 1672 ван дер Хейден се насочва към архитектурните рисунки и чертането. Паралелно с работата си като чертожник той подобрява редица изобретения, които са били новост за онова време, предимно в областта на пожарникарството. Занимавал се е също с механика и е създал първите улични лампи.
Ван дер Хейден е обиколил много европейски градове, сред които Хага, Гент, Брюксел, повечето от градовете по река Рейн. Нарисувал е много скици и картини, изобразяващи строежа на Кьолнската катедрала.
Славата на изобретателя му донася значително състояние, оценено след смъртьта му на 100 хиляди гулдена, но и признание не само в родината. Така например пфалцкият курфюрст лично го поканил да се заеме с проблемите на осветлението в неговите владения. Това пътуване вероятно се е състояло до 1661 г., когато дер Хейден се жени и повече не напуска Амстердам.

## Стил
Ян ван дер Хейден се стреми да внесе известна живост в установената схема на градския пейзаж. Въпреки че той, по думите на Арнолд Хоубракен, „изписвал всеки камък в сградата…. така точно, че може да се види дори варта в цепнатините му, но това не създава впечатление за сухота на живописването“, защото той включва в композицията вода и зеленина и използва по-разнообразен стафаж. „При това той се ползвал от услугите на Адриан ван де Велде във всички свои картини до смъртьта на де Велде през 1671 г.“, продължава Хоубракен.
Друга отлика е стремежът на дер Хейден към изящна минитюаризация, като всеки камък от една сграда се изобразява съразмерно умален спрямо пропорциите на самото здание, пак според думите на Хоубракен.
Платната му се характеризират с изключителна прецизност на образа и детайлите, наситеност на цветовете и много реалистично изобразяване на светлината, отраженията и сенките. Един от недостатъците на ван дер Хейден обаче е неспособността му да рисува хора, животни и кораби. Това е в контраст с уменията на Адриан ван де Велде, който е изобразявал голям брой живи същества в своите картини. Именно след неговата смърт ван дер Хейден започва да рисува по-малко цветни картини и повече рисунки и чертежи.

## Теми в творчеството
До наши дни са достигнали около сто, в по-голямата си част подписани, но повечето недатирани. С особена известност са се ползвували изгледите на градски площади, улици и градските порти на Амстердам, например „Изглед от Амстердам“ (Амстердам, „Рийксмюзеум“) или „Вратата на св. Антоний в Амстердам“ (Санкт Петербург, Ермитажът). В тези картини яркото слънцето осветява каменните мостове, фасадата на катедралната църква, портите, короните на дърветата. Осветлението в картините е построено така, че погледът тръгва от първия тъмен план към ярко осветения среден план, а след това отново към тъмния заден план, като той се разбива на отделни засенчени и светли места. Около половината от картината заема изображението на Небето с леки облаци. Фигурата на момчето, бягащо след обръча, мирно разговарящите бюргери (в амстердамската картина), а също търговките около перилата на моста (в ермитажната картина) значително оживяват картината и показват уюта от спокойния живот на холандския град. Подобни на тези картини са и изгледите от Кьолн, например „Улица в Кьолн“ (Санкт Петербург, Ермитаж).
Друга характерна тема за ван дер Хейден е изобразяването на крайградски вили. Тези картини често са били поръчвани от самите притежатели на имота, които и са изобразявани на преден план. Така например в картината „Холандска градина“ (Москва, Държавен музей на изобразителните изкуства „А.С. Пушкин) на преден план се вижда младо семейство с бавачката, която помага на детенцето при първите му стъпки. Тази трогателна сцена като че ли е била наблюдавана от художника непосредствено. Съдейки по костюмите, картината вероятно е създадена през 70-те години, като стафажа е рисуван вероятно от Еглон ван дер Нер, който след смъртта на Адриан ван де Велде се занимава с фигурите в картините на ван дер Хейден.
Композиционният замисъл говори за голямото майсторство на художника в построяването на мизансцена – здание, изобразено под ъгъл, парка с полегналия бюст на Аполон, силуетът на покрива с три кулички като че ли създават рамкирана сценична площадка, където се разиграва този епизод от ежедневния Живот на патрицианското семейство.
Хейден е рисувал и замъци – например „Замъкът Гаудестайн“ (Санкт Петербург, Ермитаж), „Укрепен замък на брега на реката“, „Пейзаж със замък“ (Санкт Петербург, Ермитаж“). Предполага се че художникът изхожда от реални впечатления, изменяйки ги леко, защото се стреми към по-добра композиционна и колористична цялост. Благодарение на по-обобщените форми, отколкото при картините с паркове и селски имоти, контрастното осветление и засилената роля на Небето в композицията тези картини са по-представителни, което съответствува на „историчността“ на мотива.
Ян ван дер Хейден умира на 75-годишна възраст в Амстердам, след като е водил спокоен живот. Имал е три деца – Ян, Самуел и Сара, които наследяват богатството му.

## Музеи и галерии с картини на ван дер Хейден
- Кралски музей, Амстердам
- Мауричиус, Хага*
- Лувъра, Париж
- Уфици, Флоренция
- Исторически музей, Амстердам
- Метрополитън музей, Ню Йорк
- Институт по изкуствата, Детройт